# Stephantaube
Die Stephantaube (Chalcophaps stephani), manchmal auch Braunrücken-Grünflügeltaube genannt, ist eine Art aus der Gattung der Grünflügeltauben (Chalcophaps) innerhalb der Familie der Tauben (Columbidae). Sie kommt ausschließlich in Südostasien vor.

## Erscheinungsbild
Die Stephantaube erreicht eine Körperlänge von 24 Zentimetern und ist damit etwas kleiner als die zur selben Gattung gehörende Grünflügeltaube. Sie weist den typischen kompakten und kurzschwänzigen Körperbau von Erdtauben auf. Ein Geschlechtsdimorphismus ist vorhanden. Nur das Männchen zeigt die ausgeprägte, intensiv grüne Flügelzeichnung und hat eine reinweiße Stirn.
Das Gefieder ist überwiegend tief rotbraun. Am hellsten ist das Gefieder am Bauch. Die mittleren Schwanzfedern sowie die Schultern sind die dunkelsten Gefiederpartien. Quer über den unteren Rücken verlaufen zwei gelbbraune Binden. Der Schnabel ist rot. Die Iris ist dunkelbraun. Die Füße sind purpurrot.

## Verbreitung und Lebensraum
Die Stephantaube besiedelt Sulawesi, Taliabu, Kai und Neuguinea. Zu den unmittelbar an Neuguinea angrenzenden und von dieser Taubenart besiedelten Inseln zählen Misool, Salawati, Batanta, Waigeo, Yapen, Tarawai, Walis, Kairiru, Schouten, Karkar, Bagabag, Goodenough und Fergusson sowie Daru. Sie kommt außerdem auf den Admiralitätsinseln, den Salomonen sowie dem Bismarck-Archipel vor. Auf einzelnen Inseln ihres Verbreitungsgebietes ist die Art verhältnismäßig häufig. Es ist eine waldbewohnende Art, die auf vielen Inseln nur im Waldinneren von Regenwäldern vorkommt. Dort, wo sich ihr Verbreitungsgebiet nicht mit dem der Grünflügeltaube überlappt, bewohnt sie jedoch eine größere Bandbreite von Waldbiotopen.

## Verhalten
Die Stephantaube lebt überwiegend einzeln oder in Paaren. Größere Trupps bilden sich nur, wenn vereinzelt sehr viele Nahrungsressourcen zur Verfügung stehen. Es ist eine bodenbewohnende Art, die ihr Futter ausschließlich auf dem Boden sucht. Ihr Nahrungsspektrum umfasst Sämereien und auf den Boden gefallene Früchte. Sie brütet während der Regenzeit. Das Gelege besteht aus zwei Eiern.

## Unterarten
Es sind folgende Unterarten bekannt:
- Chalcophaps stephani wallacei Brüggemann, 1877 kommt auf Sulawesi und den Sula-Inseln vor.
- Chalcophaps stephani stephani Reichenbach, 1851 ist auf den Kei-Inseln, auf Neuguinea und seinen Anhängen mit Ausnahme der Inseln der Cenderawasih-Bucht sowie des Louisiade-Archipels und dem Bismarck-Archipel mit Admiralitätsinseln und Mussau verbreitet.
- Chalcophaps stephani mortoni Ramsay, EP, 1882 kommt auf Nissan und auf Buka bis Makira und Owaraha vor.

## Haltung in menschlicher Obhut
Die Stephantaube wird nur selten importiert und hat sich bislang als nur schwer nachzüchtbar gezeigt. Sie spielt deswegen anders als die Grünflügeltaube eine deutlich geringere Rolle in der Wildtaubenhaltung.